# Friends and Lovers (film)
Friends and Lovers is een Amerikaanse dramafilm uit 1931 onder regie van Victor Schertzinger. Het scenario is gebaseerd op de roman Le Sphinx a parlé (1930) van de Franse auteur Maurice Dekobra. Destijds werd de film in Nederland uitgebracht onder de titel Vrienden en medeminnaars.

## Verhaal
De Britse legerkapitein Geoffrey Roberts heeft een verhouding met Alva, de vrouw van de booswicht Victor Sangrito. Hij gebruikt zijn onweerstaanbare vrouw om argeloze mannen af te persen. Geoffrey betaalt het zwijggeld aan Sangrito en vertrekt naar Indië. Daar loopt hij zijn jeugdvriend Eddie Nichols tegen het lijf. Als blijkt dat Eddie ook verliefd is op Alva, zien ze in dat ze hen allebei in de maling heeft genomen. Terug in Groot-Brittannië kunnen ze geen van beiden aan de verleiding weerstaan om Alva op te zoeken.

## Rolverdeling
| Acteur             | Personage        |
| ------------------ | ---------------- |
| Adolphe Menjou     | Geoffrey Roberts |
| Lili Damita        | Alva Sangrito    |
| Laurence Olivier   | Ned Nichols      |
| Erich von Stroheim | Victor Sangrito  |
| Hugh Herbert       | McNillis         |
| Frederick Kerr     | Thomas Armstrong |
| Blanche Friderici  | Lady Alice       |
| Vadim Uraneff      | Ivanoff          |
| Jean Del Val       | Henri de Pézanne |